# عمرو دراج
عمرو دراج (28 أكتوبر 1958 -) هو سياسي مصري، ووزير التخطيط والتعاون الدولي بوزارة هشام قنديل سابقا.

## حياته
أحمد عمرو محمد السيد دراج تخرج في كلية الهندسة بجامعة القاهرة عام 1980م، وحصل على الماجستير من جامعة القاهرة ثم الدكتوراه من جامعة بيردو الأمريكية، وشغل العديد من المناصب العلمية والأهلية والعملية بينها عضوية مجلس إدارة ومؤسس بيت الخبرة «إيجيك» للاستشارات الهندسية.

## مسيرته
عمل مهندسًا بشركة المقاولون العرب. عارض تدخل الأجهزة الأمنية في الجامعات المصرية، فهو أستاذ ميكانيكا التربة والأساسات بكلية الهندسة بجامعة القاهرة، ونائب رئيس مجلس إدارة نادي أعضاء هيئة التدريس بجامعة القاهرة منذ عام 2000 وحتى عام 2009م، وهو المؤسس لحركة «جامعيون من أجل الإصلاح» في العام 2002م.
كان عضوًا باللجنة السياسية بجماعة الإخوان المسلمين من العام 2002 إلى 2006م، وبعد الثورة كان من الأعضاء المؤسسين لحزب الحرية والعدالة ثم انتخب عضوًا للهيئة العليا للحزب وأمينًا عامًّا للحزب بمحافظة الجيزة. واختار الحزب د. دراج ليكون مرشحه بانتخابات مجلس الشعب القادمة في دائرة إمبابة والدقي والعجوزة لانتخابات مجلس الشعب المصري 2011-2012 على المقعد الفردي فئات.
أمين عام حزب الحرية والعدالة بمحافظة الجيزة، ومسئول الحزب للعلاقات الخارجية.
عضو الجمعية التأسيسية المصرية 2012.
ووزير التخطيط والتعاون الدولي بوزارة الدكتور هشام قنديل من 7 مايو 2013.